# Pesto alla genovese
Il pesto alla genovese, chiamato anche pesto genovese è un condimento tradizionale tipico originario della Liguria. Con tale denominazione è inserito tra i Prodotti agroalimentari tradizionali liguri (PAT).
Il suo ingrediente principale è il basilico (Ocimum basilicum) e più specificamente il Basilico Genovese (in lingua ligure baxeicò [baʒeɪ'kɔ] o baxaicò [baʒaɪ'kɔ]).
Si ottiene pestando (mescolando a pressione) il basilico con il sale, i pinoli e l'aglio, il tutto condito con Parmigiano Reggiano, Fiore Sardo e olio extravergine di oliva. Si tratta quindi di una salsa a crudo, cosicché gli ingredienti non perdano le proprie caratteristiche organolettiche originarie.

## Origini
Primo esempio fu, in epoca romana, il moretum, descritto da Virgilio. La prima ricetta del pesto alla genovese viene fatta risalire all'Ottocento, anche se certamente è debitrice di più antiche salse pestate come l'agliata (versione alla ligure dell'agliata classica), a base d'aglio e noci, diffusa in Liguria durante la repubblica marinara genovese e il pistou francese.
Nella maggior parte della zona genovese e spezzina, venivano usate le croste di formaggio avanzate, perché economicamente meno costose, inoltre le patate venivano aggiunte in quanto meno care della pasta.

## Ricetta

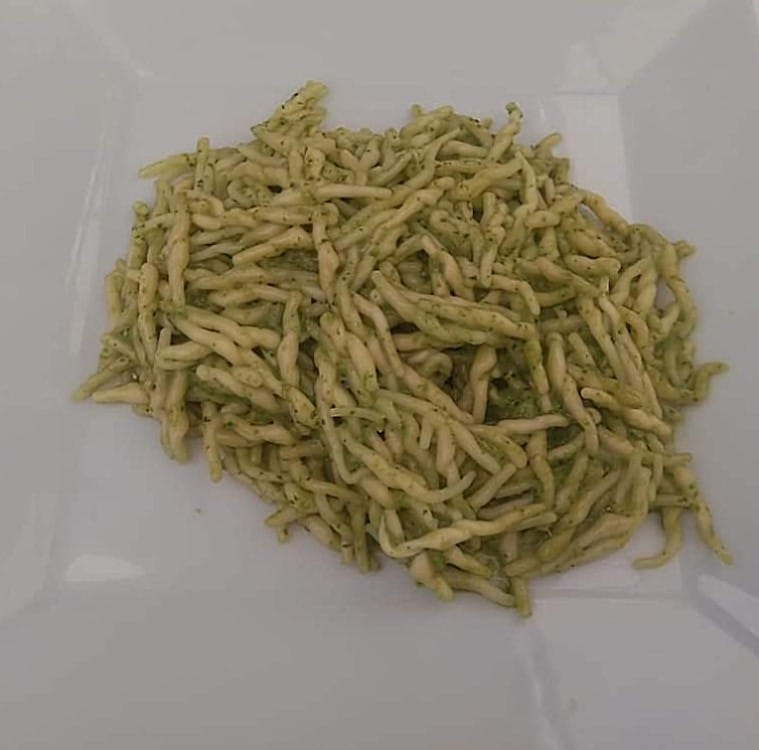
Trofie al pesto

La prima ricetta scritta la si trova sulla Vera Cuciniera Genovese di Emanuele Rossi (1852), denominata pesto d'aglio e basilico. 
Con molta probabilità, anticamente, almeno nella ricetta nata nelle case contadine, non era prevista la presenza del Parmigiano-Reggiano, poiché formaggio raro sulle mense popolari liguri, ma soltanto il pecorino; non il sardo, ma quello prodotto artigianalmente dai pastori dell'Appennino genovese. D'altronde i palati contadini delle epoche passate erano abituati ad aromi e sapori molto più intensi e, a volte, rustici di quelli attuali.

### Ingredienti

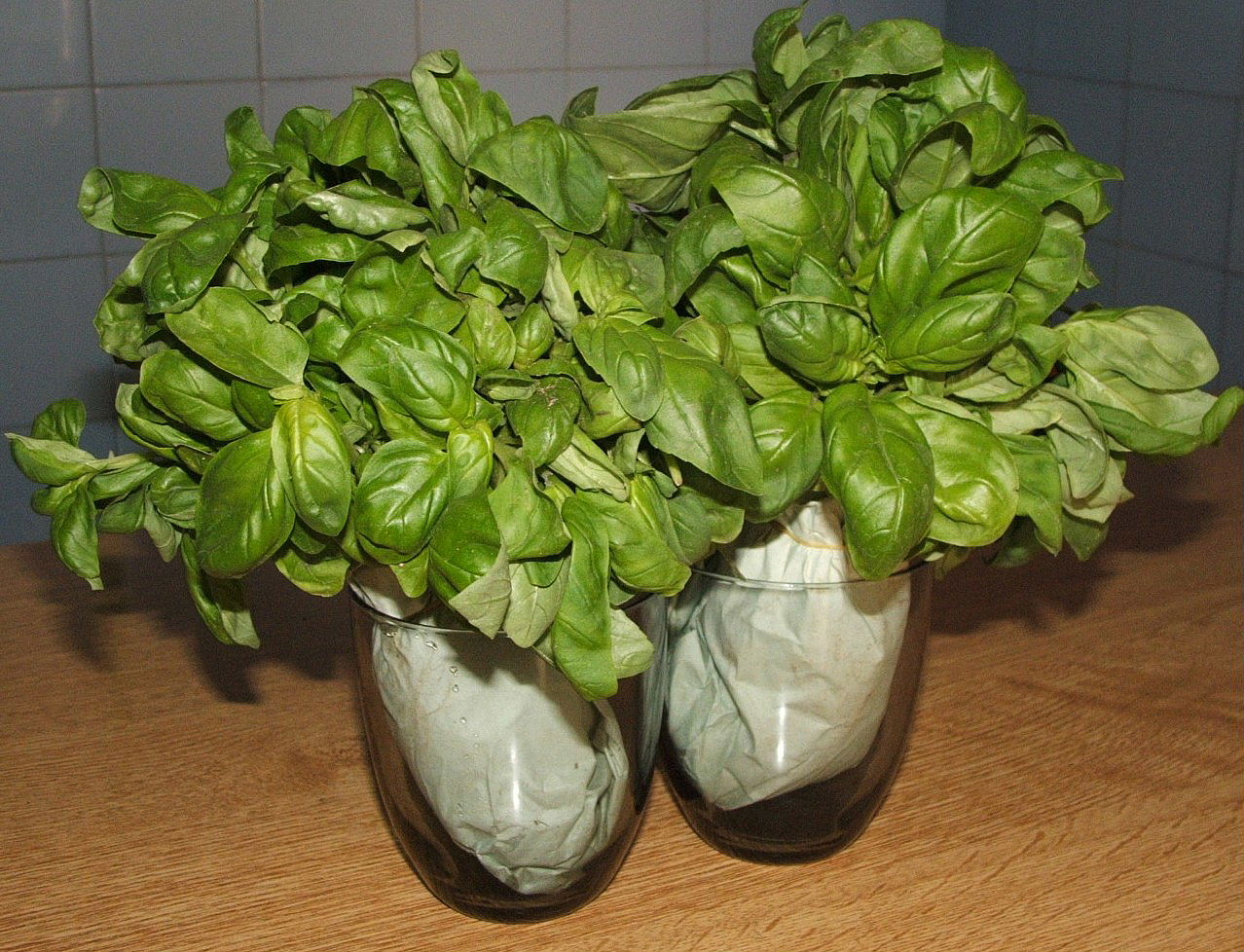
Basilico genovese DOP di Pra'

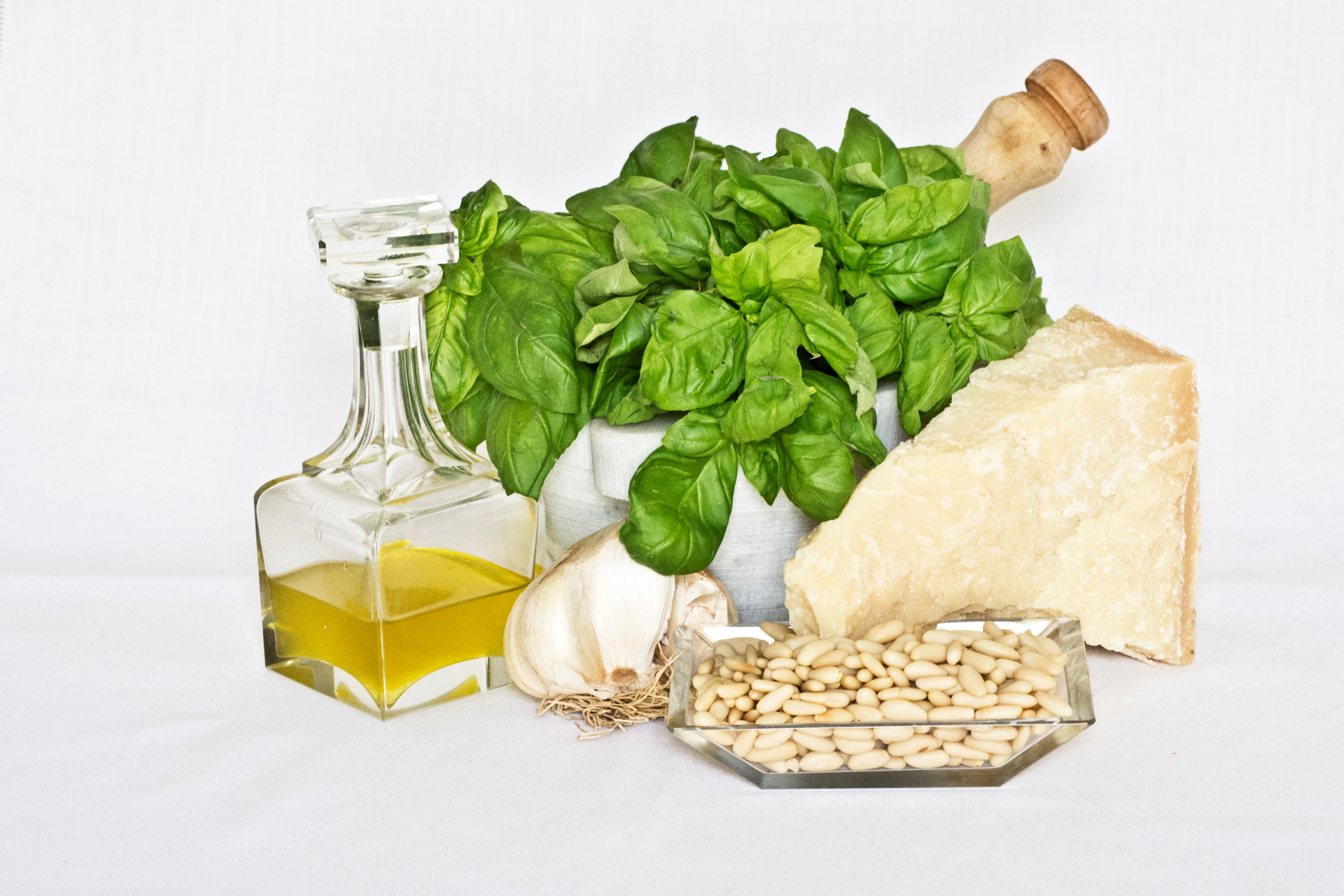
Ingredienti per il pesto

Secondo la tradizione, questi sono i sette ingredienti per il pesto:
- Foglie di basilico di Pra' giovani (quelle più piccole): il basilico adatto proviene tradizionalmente dalle coltivazioni poste sulle alture di Pra', quartiere genovese. Questo basilico, dal sapore delicato e non mentolato (qualità fondamentale), gode attualmente della denominazione di origine protetta (DOP) e per quello indicato per le sue qualità alla realizzazione del pesto tradizionale;
- Olio extra vergine di oliva della Riviera Ligure. L'olio prodotto in Liguria è tipicamente delicato (non "pìzzica" e non "attacca in gola", soprattutto quello prodotto da olive di cultivar "Taggiasca" della Riviera dei Fiori) e non molto fruttato, o meglio, "fruttato dolce" ossia con le note d'amaro e piccante (presenti in ogni olio extravergine di qualità) non prevaricanti sulla sensazione di dolcezza, e per le sue qualità, è a Denominazione di Origine Protetta (DOP);
- Pinoli
- Parmigiano-Reggiano stravecchio (invecchiato almeno 30 mesi): deve essere molto stagionato, anche perché in questo modo non si "cuoce" quando si aggiunge l'acqua di cottura della pasta per allungare la crema;
- Fiore sardo (formaggio pecorino sardo DOP) con almeno 10 mesi di stagionatura.
- Aglio di Vessalico (Comune della bassa Valle Arroscia imperiese), caratterizzato dal gusto meno intenso;
- Sale marino grosso, meglio se il particolarmente sapido e aromatico Sale marino di Trapani IGP (presidio Slow Food) delle saline di Trapani.

### Preparazione

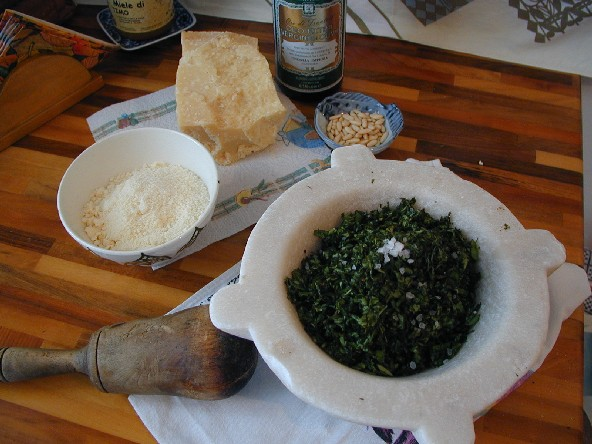
Preparazione del pesto, schiacciato con il pestello di legno nel tradizionale mortaio di marmo

Il pesto che si trova comunemente in commercio è prodotto con il frullatore, mentre artigianalmente si usa ancora il mortaio. L'uso del frullatore ha la controindicazione di ossidare le foglie di basilico e di scaldare la crema. Usandolo la ricetta consiste semplicemente nel miscelare i vari ingredienti, fino a ottenere una consistenza fine e cremosa, con solo l'aggiunta finale dell'olio. È comunque preferibile mantenere l'ordine di miscelazione della ricetta eseguito col mortaio. Le varianti possibili sono dovute alle diverse proporzioni fra gli ingredienti.
La ricetta con il mortaio invece è codificata dalla tradizione; si presta tuttavia a numerose varianti dovute al gusto personale. Ecco la versione più accreditata:
Il mortaio tradizionale è di marmo, con il pestello in legno. Le foglie di basilico vengono lavate e lasciate ad asciugare, facendo attenzione a non stropicciarle per evitare la rottura delle vescicole, con conseguente annerimento e alterazione del gusto.
Nel mortaio si schiacciano gli spicchi d'aglio (1 spicchio ogni 30 foglie circa di basilico).
Si aggiungono poi le foglie di basilico, intervallandone con modesti strati di Sale, che essendo grosso svolge il ruolo abrasivo necessario per triturare efficacemente le foglie, che andranno dunque schiacciate tramite movimento rotatorio del pestello contro le pareti del mortaio, coordinando movimenti in un verso del pestello con la rotazione del mortaio nel verso opposto afferrando con la mano libera le sue caratteristiche "orecchie".
Quando il basilico inizia a stillare un liquido verde e si presenta come una crema uniforme, si aggiungeranno i pinoli e successivamente i formaggi preventivamente grattugiati (nelle proporzioni: 2/3 di Parmigiano e 1/3 di Fiore Sardo, circa, per non rendere il gusto troppo squilibrato, essendo il Fiore di gusto più deciso), amalgamando bene il tutto sempre con movimenti rotatori del pestello e con l'eventuale ausilio di un cucchiaio.
Infine si aggiunge l'olio d'oliva versato a goccia, che svolge, anche, un ruolo antiossidante.
La lavorazione dovrebbe terminare il prima possibile proprio per evitare l'ossidazione degli ingredienti. Il pesto deve apparire come una crema densa di colore uniforme verde chiaro. I diversi ingredienti devono essere mescolati per raggiungere equilibrio nei gusti, senza prevalenze.
Prima di utilizzarlo come condimento per la pastasciutta, a seconda della consistenza finale ottenuta, il pesto può essere allungato con l'acqua di cottura della pasta sino a ottenere una consistenza più diluita, che comunque non deve mai essere troppo liquida. Se è da aggiungere al minestrone non necessita di questa procedura finale.

### Principali variazioni
Può essere molto varia la proporzione fra i due formaggi: si può andare da una proporzione metà e metà, fino all'utilizzo del solo parmigiano; l'ideale è circa un terzo di Fiore Sardo e due terzi di Parmigiano. La quantità di aglio può essere ridotta per coloro che ne ritengono il suo gusto troppo forte, oppure gli spicchi possono essere privati dell'anima centrale.
Se non si dispone del Basilico di Pra' o si ha un basilico mentolato, si può ricorrere al sistema di sbollentare leggermente le foglie di basilico in acqua bollente per addolcirne il gusto. Questo sistema è inoltre utile se si vuole conservare il basilico per lunghi periodi.
Soprattutto nell'entroterra, per questioni legate alla disponibilità, era uso, contravvenendo al disciplinare, utilizzare le noci al posto dei pinoli, opportunamente selezionate e private della pellicina che ha un gusto amarognolo. Alcune varianti miscelano pinoli e noci in percentuali variabili.
In un'antica versione arricchita e ancora diffusa, sono aggiunti nella pasta, insieme al pesto, anche patate e fagiolini bolliti.
Nell'entroterra, soprattutto quelle genovesi e savonesi, essendo in antichità difficile reperire l'olio, si soleva aggiungere al suo posto burro essendo i latticini, al contrario, facilmente reperibili.
Una cuciniera del 1893, in mancanza del basilico, consiglia di usare maggiorana (persa) e prezzemolo (porsemmo).
Nonostante le numerose varianti non ufficiali, la ricetta del vero pesto alla genovese riconosciuta dal disciplinare è una, la prima indicata.

## Utilizzo

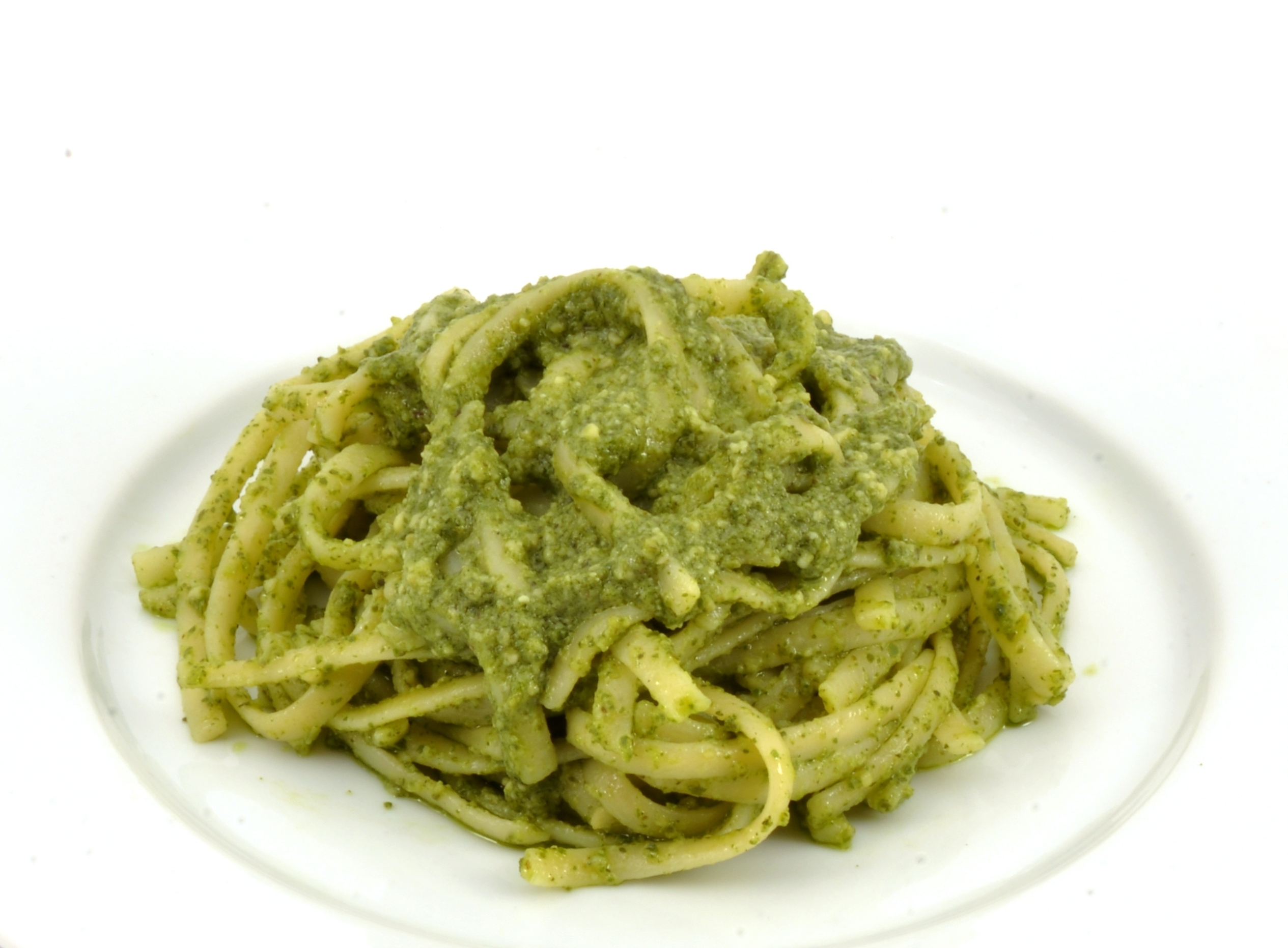
Trenette al pesto

Il pesto alla genovese si usa per condire primi piatti come gli gnocchi di patate o le trofie avvantaggiate, il minestrone alla genovese e la pasta, tipo le trofiette, le bavette, le linguine, le trenette, i corzetti, le tagliatelle, i tagliolini, le lasagne ecc.

## Riconoscimenti e disciplinare
Il Pesto alla genovese è inserito tra i Prodotti agroalimentari tradizionali liguri (PAT) riconosciuti dal Ministero delle politiche agricole alimentari e forestali.
La denominazione "pesto genovese" è soggetta a un disciplinare messo a punto dal Consorzio del Pesto Genovese.
Spesso nei grandi punti di distribuzione (soprattutto fuori della Liguria) si trova pesto in cui l'olio d'oliva extra vergine è sostituito con altri oli di semi, oppure si utilizza salsa di noci al posto degli originali pinoli oppure anacardi, acido citrico, prezzemolo per dare colore verde e fagiolini per aumentare la massa o altri ingredienti che ne diluiscono o alterano il sapore. Questi prodotti, pur diffusi e gradevoli al palato, differiscono anche notevolmente dal gusto e dalle proprietà organolettiche del pesto genovese autentico.
I marchi presenti nella GDO vendono anche la versione "senza aglio" che, tuttavia, non corrisponde dell'autentico pesto genovese della tradizione perché l'aglio è uno storico ingrediente fondamentale dell'antica ricetta.
Dal 2007 si tiene a Genova, con cadenza divenuta biennale, il campionato del mondo di pesto al mortaio.